# Мортсвиллер
Мортсвиллер (фр. Mortzwiller) — упразднённая коммуна на северо-востоке Франции в регионе Эльзас — Шампань — Арденны — Лотарингия, департамент Верхний Рейн, округ Тан — Гебвиллер, кантон Мазво. До марта 2015 года коммуна в составе кантона Мазво административно входила в округ Тан. Упразднена и с 1 января 2016 года объединена с коммуной Сопп-ле-О в новую коммуну Ле-О-Сальтсбак на основании Административного акта № 57 от 24 декабря 2015 года.
Площадь коммуны — 4,23 км², население — 303 человека (2006) с тенденцией к росту: 332 человека (2012), плотность населения — 78,5 чел/км².

## Население
Численность населения коммуны в 2011 году составляла 328 человек, а в 2012 году — 332 человека.
| 1962 | 1968 | 1975 | 1982 | 1990 | 1999 | 2006 | 2008 | 2011 | 2012 |
| ---- | ---- | ---- | ---- | ---- | ---- | ---- | ---- | ---- | ---- |
| 160  | 126  | 134  | 170  | 194  | 252  | 303  | 317  | 328  | 332  |

Динамика населения:

## Экономика
В 2010 году из 231 человек трудоспособного возраста (от 15 до 64 лет) 168 были экономически активными, 63 — неактивными (показатель активности 72,7 %, в 1999 году — 78,4 %). Из 168 активных трудоспособных жителей работали 159 человек (80 мужчин и 79 женщин), 9 числились безработными (5 мужчин и 4 женщины). Среди 63 трудоспособных неактивных граждан 28 были учениками либо студентами, 21 — пенсионерами, а ещё 14 — были неактивны в силу других причин.
На протяжении 2011 года в коммуне числилось 123 облагаемых налогом домохозяйства, в которых проживало 319 человек. При этом медиана доходов составила 23359 евро на одного налогоплательщика.